# Atrichopogon farri
Atrichopogon farri är en tvåvingeart som beskrevs av Wirth 1956. Atrichopogon farri ingår i släktet Atrichopogon och familjen svidknott. Inga underarter finns listade i Catalogue of Life.